# Ski-Orientierungslauf-Weltmeisterschaften 2013
Die 20. Ski-Orientierungslauf-Weltmeisterschaften fanden vom 3. März bis 11. März 2013 in der Gegend um Ridder in Kasachstan statt.

## Herren

### Sprint
| Platz | Land | Athlet                | Zeit      |
| ----- | ---- | --------------------- | --------- |
| 1     | SWE  | Peter Arnesson        | 15:51 min |
| 2     | RUS  | Andrei Lamow          | 16:06 min |
| 3     | RUS  | Kirill Wesselow       | 16:17 min |
| 4     | FIN  | Ville-Petteri Saarela | 16:23 min |
| 5     | NOR  | Øyvind Watterdal      | 16:27 min |
| 6     | BUL  | Stanimir Belomaschew  | 16:30 min |
| 7     | NOR  | Hans Jørgen Kvåle     | 16:31 min |
| 8     | SUI  | Gion Schnyder         | 16:33 min |

Titelverteidiger:  Olli-Markus Taivainen

Länge: 3,5 km

Höhenmeter:

Posten: 13

### Mitteldistanz
| Platz | Land | Athlet             | Zeit      |
| ----- | ---- | ------------------ | --------- |
| 1     | SWE  | Peter Arnesson     | 56:51 min |
| 2     | RUS  | Andrei Lamow       | 58:52 min |
| 3     | RUS  | Kirill Wesselow    | 59:06 min |
| 4     | NOR  | Ove Sætra          | 59:14 min |
| 5     | NOR  | Lars Hol Moholdt   | 59:36 min |
| 6     | NOR  | Sindre Haverstad   | 59:41 min |
| 6     | NOR  | Hans Jørgen Kvåle  | 59:41 min |
| 8     | FIN  | Hannu-Pekka Pukema | 60:22 min |

Titelverteidiger:  Staffan Tunis

Länge: 10,2 km

Höhenmeter:

Posten: 19

### Langdistanz
| Platz | Land | Athlet               | Zeit      |
| ----- | ---- | -------------------- | --------- |
| 1     | SWE  | Peter Arnesson       | 1:29:11 h |
| 2     | FIN  | Janne Häkkinen       | 1:29:13h  |
| 3     | FIN  | Staffan Tunis        | 1:29:55 h |
| 4     | RUS  | Wladimir Bartschukow | 1:30:21 h |
| 5     | FIN  | Hannu-Pekka Pukema   | 1:30:45 h |
| 6     | BUL  | Stanimir Belomaschew | 1:31:08 h |
| 7     | NOR  | Hans Jørgen Kvåle    | 1:31:09 h |
| 8     | SWE  | Andreas Holmberg     | 1:31:32 h |

Titelverteidiger:  Andrei Grigorjew

Länge: 26,0 km

Höhenmeter: 770

Posten: 34

### Staffel
| Platz | Land | Athleten                                               | Zeit      |
| ----- | ---- | ------------------------------------------------------ | --------- |
| 1     | RUS  | Andrei Grigorjew Kirill Wesselow Andrei Lamow          | 1:26:29 h |
| 2     | SWE  | Johan Granath Martin Hammarberg Peter Arnesson         | 1:26:54 h |
| 3     | FIN  | Ville-Petteri Saarela Hannu-Pekka Pukema Staffan Tunis | 1:26:55 h |
| 4     | NOR  | Ove Sætra Hans Jørgen Kvåle Lars Hol Moholdt           | 1:30:05 h |
| 5     | SUI  | Andrin Kappenberger Gion Schnyder Christian Spörry     | 1:32:40 h |
| 6     | CZE  | Radek Laciga Michal Drobnik Jakub Skoda                | 1:35:30 h |
| 7     | LAT  | Raivo Kivlenieks Edgars Briconoks Andris Kivlenieks    | 1:35:53 h |
| 8     | EST  | Priit Randman Tiit Toomas Even Toomas                  | 1:36:02 h |

Titelverteidiger:  Olli-Markus Taivainen, Matti Keskinarkaus, Staffan Tunis

Länge: 3 Runden à 6,6 km

Höhenmeter:

Posten:

## Damen

### Sprint
| Platz | Land | Athletin               | Zeit      |
| ----- | ---- | ---------------------- | --------- |
| 1     | SWE  | Tove Alexandersson     | 15:08 min |
| 2     | FIN  | Mervi Pesu             | 15:14 min |
| 3     | RUS  | Tatjana Koslowa        | 15:17 min |
| 4     | RUS  | Anastasia Krawtschenko | 15:25 min |
| 5     | SWE  | Josefine Engström      | 15:27 min |
| 6     | RUS  | Julia Tasarenko        | 15:28 min |
| 7     | KAZ  | Olga Nowikowa          | 15:40 min |
| 8     | FIN  | Milka Leppäsalmi       | 15:48 min |

Titelverteidigerin:  Tove Alexandersson

Länge: 3,0 km

Höhenmeter:

Posten: 11

### Mitteldistanz
| Platz | Land | Athletin               | Zeit      |
| ----- | ---- | ---------------------- | --------- |
| 1     | RUS  | Anastasia Krawtschenko | 53:37 min |
| 2     | RUS  | Tatjana Koslowa        | 54:37 min |
| 3     | SWE  | Josefine Engström      | 55:25 min |
| 4     | RUS  | Maria Ketschkina       | 56:04 min |
| 5     | RUS  | Polina Maltschikowa    | 56:36 min |
| 6     | SWE  | Tove Alexandersson     | 56:51 min |
| 7     | FIN  | Milka Leppäsalmi       | 57:03 min |
| 8     | FIN  | Mervi Pesu             | 57:10 min |

Titelverteidigerin:  Polina Maltschikowa

Länge: 8,6 km

Höhenmeter:

Posten: 16

### Langdistanz
| Platz | Land | Athletin                | Zeit      |
| ----- | ---- | ----------------------- | --------- |
| 1     | FIN  | Mervi Pesu              | 1:28:19 h |
| 2     | RUS  | Tatjana Koslowa         | 1:28:57 h |
| 3     | SWE  | Tove Alexandersson      | 1:28:58 h |
| 4     | SWE  | Josefine Engström       | 1:28:58 h |
| 5     | RUS  | Anastasia Krawtschenko  | 1:29:36 h |
| 6     | NOR  | Audhild Bakken Rognstad | 1:30:03 h |
| 7     | SWE  | Magdalena Olsson        | 1:30:48 h |
| 8     | RUS  | Julia Tarasenko         | 1:30:50 h |

Titelverteidiger:  Helene Söderlund

Länge: 19,7 km

Höhenmeter: 495

Posten: 29

### Staffel
| Platz | Land | Athletinnen                                              | Zeit      |
| ----- | ---- | -------------------------------------------------------- | --------- |
| 1     | RUS  | Anastasia Krawtschenko Julia Tarasenko Tatjana Koslowa   | 1:33:08 h |
| 2     | SWE  | Magdalena Olsson Josefine Engström Tove Alexandersson    | 1:35:36 h |
| 3     | FIN  | Milka Leppäsalmi Marjut Turunen Mervi Pesu               | 1:38:25 h |
| 4     | NOR  | Christina Hellberg Anna Ulvensen Audhild Bakken Rognstad | 1:43:39 h |
| 5     | SUI  | Ladina Lechner Veronique Ruppenthal Carmen Strub         | 1:44:34 h |
| 6     | CZE  | Helena Randakova Simona Karochov Hann Hanchikova         | 1:47:44 h |
| 7     | KAZ  | Asem Nazirowa Elmira Moldaschewa Olga Nowikowa           | 1:48:18 h |
| 8     | USA  | Alexandra Jospe Anna Voegele Alison Crocker              | 1:54:05 h |

Titelverteidigerinnen:  Aljona Trapeznikowa, Tatjana Koslowa, Polina Maltschikowa

Länge: 3 Runden à 5,3 km

Höhenmeter:

Posten:

## Mixed-Sprintstaffel
| Platz | Land | Athleten                                        | Zeit      |
| ----- | ---- | ----------------------------------------------- | --------- |
| 1     | SWE  | Tove Alexandersson Peter Arnesson               | 58:33 min |
| 2     | FIN  | Mervi Pesu Staffan Tunis                        | 59:23 min |
| 3     | BUL  | Antonija Grigorowa-Burgowa Stanimir Belomaschew | 60:00 min |
| 4     | SUI  | Ladina Lechner Gion Schnyder                    | 60:10 min |
| 5     | RUS  | Anastasia Krawtschenko Andrei Lamow             | 60:22 min |
| 6     | NOR  | Anna Ulvensen Hans Jørgen Kvåle                 | 60:23 min |
| 7     | KAZ  | Olga Nowikowa Michail Sorokin                   | 61:57 min |
| 8     | EST  | Daisy Kudre Even Toomas                         | 63:06 min |

Titelverteidiger:  Andrei Grigorjew, Polina Maltschikowa

Länge:

Höhenmeter:

Posten:

## Medaillenspiegel
| Platz | Land      | Gold | Silber | Bronze | Gesamt |
| ----- | --------- | ---- | ------ | ------ | ------ |
| 1     | Schweden  | 5    | 2      | 2      | 9      |
| 2     | Russland  | 3    | 4      | 3      | 10     |
| 3     | Finnland  | 1    | 3      | 3      | 7      |
| 4     | Bulgarien | –    | –      | 1      | 1      |

## Erfolgreichste Teilnehmer
| Platz | Athlet/in              | Gold | Silber | Bronze | Gesamt |
| ----- | ---------------------- | ---- | ------ | ------ | ------ |
| 1     | Peter Arnesson         | 4    | 1      | –      | 5      |
| 2     | Tove Alexandersson     | 2    | 1      | 1      | 4      |
| 3     | Anastasia Krawtschenko | 2    | –      | –      | 2      |
| 4     | Andrei Lamow           | 1    | 2      | 2      | 5      |
|       | Kirill Wesselow        | 1    | 2      | 2      | 5      |
| 6     | Tatjana Koslowa        | 1    | 2      | 1      | 4      |
|       | Mervi Pesu             | 1    | 2      | 1      | 4      |